# Кубок трёх наций 2001
Кубок трёх наций 2001 — 6-й розыгрыш Кубка трёх наций, ежегодного турнира по регби-15 между командами Австралии, Новой Зеландии и ЮАР. Проходил с 21 июля по 1 сентября 2001 года. Победителем стала Австралия.

## Регламент
Команды проводят по две игры (одну дома, другую в гостях) с каждым из соперников. Побеждает команда, набравшая большее количество очков. Помимо очков за победу и ничью, можно, при выполнении определённых условиях, заработать бонусные очки:
- 4 очка за победу
- 2 очка за ничью
- 0 очков за поражение
- 1 очко за четыре или более занесённые командой попытки в матче, вне зависимости от конечного результата игры (бонус в атаке)
- 1 очко за проигрыш в матче с разницей в семь или менее очков (бонус в защите)

## Результаты

### Итоговое положение команд
| Место | Команда        | Игры | Игры | Игры | Игры | Игровые очки | Игровые очки | Игровые очки | Бонусные очки | Всего очков |
| Место | Команда        | И    | В    | Н    | П    | +            | −            | ±            | Бонусные очки | Всего очков |
| ----- | -------------- | ---- | ---- | ---- | ---- | ------------ | ------------ | ------------ | ------------- | ----------- |
| 1     | Австралия      | 4    | 2    | 1    | 1    | 81           | 75           | +6           | 1             | 11          |
| 2     | Новая Зеландия | 4    | 2    | 0    | 2    | 79           | 70           | +9           | 1             | 9           |
| 3     | ЮАР            | 4    | 1    | 1    | 2    | 52           | 67           | -15          | 0             | 6           |

### Матчи

#### Первый матч
| 21 июля 2001 15:00 или 17:05 (UTC+2) | \| ЮАР \| 3:12 (3:12) Отчёт (англ.) \| Новая Зеландия \| \| Штрафные: Монтгомери \| Голы \| Штрафные: Браун (4) \| | «Fedsure Park Newlands», Кейптаун Зрителей: 49 720 - 50 000 Судья: Скотт Юнг |
| ЮАР                                  | 3:12 (3:12) Отчёт (англ.)                                                                                          | Новая Зеландия                                                               |
| Штрафные: Монтгомери                 | Голы | Штрафные: Браун (4)                                                          |

#### Второй матч
| 28 июля 2001 15:00 или 17:05 (UTC+2)                                        | \| ЮАР \| 20:15 (14:0) Отчёт (англ.) \| Австралия \| \| Попытки: Скинстэд Реализации: ван Страатен (0/1) Штрафные: ван Страатен (5) \| Голы \| Штрафные: Барк (4), Эдмондс \| | «Minolta Loftus», Претория Зрителей: 37 500 - 54 000 Судья: Дэвид Макхаг |
| ЮАР                                                                         | 20:15 (14:0) Отчёт (англ.) | Австралия                                                                |
| Попытки: Скинстэд Реализации: ван Страатен (0/1) Штрафные: ван Страатен (5) | Голы | Штрафные: Барк (4), Эдмондс                                              |

#### Третий матч
| 11 августа 2001 14:35 (UTC+12)                                               | \| Новая Зеландия \| 15:23 (5:10) Отчёт (англ.) \| Австралия \| \| Попытки: Лому, Уилсон Реализации: Браун (0/1), Мертенс (1/1) Штрафные: Браун \| Голы \| Попытки: Барк, штрафная (Рофф) Реализации: Барк (2/2) Штрафные: Барк (3) \| | «Carisbrook», Данидин Зрителей: 36 000 - 37 500 Судья: Стив Ландер       |
| Новая Зеландия                                                               | 15:23 (5:10) Отчёт (англ.) | Австралия                                                                |
| Попытки: Лому, Уилсон Реализации: Браун (0/1), Мертенс (1/1) Штрафные: Браун | Голы | Попытки: Барк, штрафная (Рофф) Реализации: Барк (2/2) Штрафные: Барк (3) |

#### Четвёртый матч
| 18 августа 2001 16:35 или 17:05 (UTC+8)                 | \| Австралия \| 14:14 (3:8) Отчёт (англ.) \| ЮАР \| \| Попытки: Грэй Реализации: Барк (0/1) Штрафные: Барк (3) \| Голы \| Попытки: Эндрюс · Реализации: ван Страатен (0/1) · Штрафные: ван Страатен (3) · : Джеймс 54'-64', Скинстэд 67'-77' \| | «Subiaco Oval», Перт Зрителей: 42 650 - 42 658 Судья: Стив Уолш                                                    |
| Австралия                                               | 14:14 (3:8) Отчёт (англ.) | ЮАР |
| Попытки: Грэй Реализации: Барк (0/1) Штрафные: Барк (3) | Голы | Попытки: Эндрюс · Реализации: ван Страатен (0/1) · Штрафные: ван Страатен (3) · : Джеймс 54'-64', Скинстэд 67'-77' |

#### Пятый матч
| 25 августа 2001 19:35 (UTC+12)                                             | \| Новая Зеландия \| 26:15 (13:9) Отчёт (англ.) \| ЮАР \| \| Попытки: Алатини, штрафная Реализации: Мертенс (2/2) Штрафные: Мертенс (4) \| Голы \| Штрафные: ван Страатен (5) \| | «Eden Park», Окленд Зрителей: 45 000 Судья: Питер Маршалл |
| Новая Зеландия                                                             | 26:15 (13:9) Отчёт (англ.) | ЮАР                                                       |
| Попытки: Алатини, штрафная Реализации: Мертенс (2/2) Штрафные: Мертенс (4) | Голы | Штрафные: ван Страатен (5)                                |

#### Шестой матч
| 1 сентября 2001 19:05 (UTC+10)                                                                           | \| Австралия \| 29:26 (19:6) Отчёт (англ.) \| Новая Зеландия \| \| Попытки: Латам, Кефу · Реализации: Барк (1/1), Флэтли (1/1) · Штрафные: Барк (4), Уолкер · : Мур 47'-57' \| Голы \| Попытки: Хоулетт, Алатини · Реализации: Мертенс (2/2) · Штрафные: Мертенс (4) · : Максвелл 7'-17' \| | «Stadium Australia», Сидней Зрителей: 90 978 Судья: Тэйпп Хеннинг                                 |
| Австралия                                                                                                | 29:26 (19:6) Отчёт (англ.) | Новая Зеландия                                                                                    |
| Попытки: Латам, Кефу · Реализации: Барк (1/1), Флэтли (1/1) · Штрафные: Барк (4), Уолкер · : Мур 47'-57' | Голы | Попытки: Хоулетт, Алатини · Реализации: Мертенс (2/2) · Штрафные: Мертенс (4) · : Максвелл 7'-17' |

| Кубок трёх наций 2001 Победитель |
| -------------------------------- |
| Флаг Австралии                   |
| Австралия 2-й раз                |